# Wide QVGA
Wide QVGA (WQVGA) — широкоформатний дисплей з такою ж висотою у пікселях як у QVGA.
Оригінальний QVGA має висоту 240 пікселів і ширину 320 (співвідношення сторін 4:3). Широкоформатна версія зі співвідношенням сторін 16:10 має ширину 384 пікселів. Версія зі співвідношенням 5:3 — 400 пікселів.